# Croton choristolepis
Espèce
Croton choristolepis est une espèce de plantes à fleurs du genre Croton et de la famille des Euphorbiaceae, présente du nord de la Colombie jusqu'à Trinidad.